# Lusignac
 Lusignac  (en occitano Lusinhac) es una población y comuna francesa, situada en la región de Aquitania, departamento de Dordoña, en el distrito de Périgueux y cantón de Verteillac.

## Demografía
| 572                       | 557 | 569 | 603 | 607 | 605 | 609 | 525 | 444 | 480 | 494 | 464 | 475 | 466 | 444 | 414 | 392 | 342 | 328 | 306 | 290 | 280 | 277 | 259 | 236 | 245 | 239 | 210 | 201 | 192 | 192 | 185 | 180 | 186 |
| (Fuente: INSEE y Cassini) |     |     |     |     |     |     |     |     |     |     |     |     |     |     |     |     |     |     |     |     |     |     |     |     |     |     |     |     |     |     |     |     |     |